# Granica belgijsko-niemiecka
Granica belgijsko-niemiecka – granica międzypaństwowa, ciągnąca się na długości 167 km od trójstyku z Luksemburgiem na południu do trójstyku z Holandią na północy.
Granica pomiędzy tymi dwoma krajami przebiegała bez zmian od 1870 do 1919 roku, tj. od czasu gdy powstało zjednoczone państwo niemieckie do traktatu wersalskiego. W 1925 roku do Belgii przyłączono miejscowości Eupen i Malmedy wraz z przyległościami. W czasie II wojny światowej, w latach 1940–1945 ponownie znajdowały się one w granicach Niemiec, po wojnie wróciły do Belgii.
Granica przebiega łukiem łagodnie wygiętym stroną grzbietową na wschód, jej przebieg jest południkowy.
Oba kraje należą do strefy Schengen, na wspólnej granicy nie obowiązują kontrole, a jej przekraczanie jest swobodne.